# Астангу
А́стангу (эст. Astangu — «Уступчатый») — микрорайон в районе Хааберсти города Таллина, столицы Эстония.

## География
Расположен в западной части Таллина. Граничит с микрорайонами Вяйке-Ыйсмяэ, Кадака, Вана-Мустамяэ и Мяэкюла и с волостью Харку. Площадь — 2,07 км². Плотность населения на 1 января 2023 года — 2612,1 чел/км².

## Улицы
По территории микрорайона проходят улицы Астангу, Кадака, Котермаа, Мооналао, Рехе, переулок Рехе, Тагала и Харкуметса. На западе он граничит с Палдиским шоссе.

## Население
| Численность населения микрорайона Астангу на 1 января по данным Регистра народонаселения | Численность населения микрорайона Астангу на 1 января по данным Регистра народонаселения | Численность населения микрорайона Астангу на 1 января по данным Регистра народонаселения | Численность населения микрорайона Астангу на 1 января по данным Регистра народонаселения | Численность населения микрорайона Астангу на 1 января по данным Регистра народонаселения | Численность населения микрорайона Астангу на 1 января по данным Регистра народонаселения | Численность населения микрорайона Астангу на 1 января по данным Регистра народонаселения | Численность населения микрорайона Астангу на 1 января по данным Регистра народонаселения |
| 2008                                                                                     | 2010                                                                                     | 2011                                                                                     | 2012                                                                                     | 2013                                                                                     | 2014                                                                                     | 2015                                                                                     | 2016                                                                                     |
| ---------------------------------------------------------------------------------------- | ---------------------------------------------------------------------------------------- | ---------------------------------------------------------------------------------------- | ---------------------------------------------------------------------------------------- | ---------------------------------------------------------------------------------------- | ---------------------------------------------------------------------------------------- | ---------------------------------------------------------------------------------------- | ---------------------------------------------------------------------------------------- |
| 2951                                                                                     | ↗3054                                                                                    | ↗3074                                                                                    | ↗3082                                                                                    | ↗3152                                                                                    | ↗3228                                                                                    | ↗3274                                                                                    | ↗3287                                                                                    |
| 2017                                                                                     | 2018                                                                                     | 2019                                                                                     | 2020                                                                                     | 2021                                                                                     | 2022                                                                                     | 2023                                                                                     |                                                                                          |
| ↗3344                                                                                    | ↗3695                                                                                    | ↗4038                                                                                    | ↗4406                                                                                    | ↗4796                                                                                    | ↗5109                                                                                    | ↗5407                                                                                    |                                                                                          |

## История
Астангу — один из самых молодых районов Таллина; основан в середине 1980-х годов и носил тогда название микрорайон Харку, т. к. граничит с посёлком Харку. Его застройка большей частью состоит из типовых пятиэтажных панельных домов. В последние годы в Астангу строятся новые жилые дома, а старые реновируются.

## Учреждения
По адресу улица Астангу 17 расположен единственный в Эстонии центр профессионального обучения для людей с особыми потребностями — Центр профессиональной реабилитации Астангу.

## Достопримечательности
- Тоннельные погреба для нужд Балтийского флота, для хранения в них мин и боеприпасов, построенные в 1916 году.

## Общественный транспорт
В Астангу курсирует городской автобус маршрута № 61. По Палдискому шоссе возле Астангу ходят автобусы маршрутов № 27 и 62.

## Галерея
- Микрорайон Астангу
- Аэрофото микрорайона
- Реновированные советские дома
- Новые жилые дома
- Улица Астангу